# Marco Fábio Dorsuão
Marco Fábio Dorsuão ou Dórsuo (em latim: Marcus Fabius Dorsuo) foi um político da gente Fábia da República Romana, eleito cônsul em 345 a.C. com Sérvio Sulpício Camerino Rufo. Caio Fábio Dorsuão Licino, cônsul em 273 a.C. era seu filho ou neto.

## Biografia
Em 345 a.C., Marco Fábio foi eleito cônsul com seu colega Sérvio Sulpício Camerino Rufo. Logo depois da eleição, a guerra foi declarada contra os auruncos, que haviam realizado raides em território romano. Rapidamente um ditador foi nomeado, Lúcio Fúrio Camilo, para conduzi-la, juntamente com seu mestre da cavalaria, Cneu Mânlio Capitolino Imperioso. Terminada a guerra, Lúcio Fúrio renunciou e Marco Fábio e Sérvio Sulpício aproveitaram o exército para combater os volscos e conquistaram a cidade de Sora.